# Johann Wilhelm Baum
Johann Wilhelm Baum (französisch Jean Guillaume Baum; * 7. Dezember 1809 in Flonheim; † 28. November 1878 in Straßburg) war ein elsässischer evangelischer Theologe.

## Leben
Baum kam 1822 zu Verwandten nach Straßburg, wo er nach dem Gymnasialabschluss ab 1828 Philologie und Theologie studierte. Ab 1834 wirkte er zuerst als Dozent, 1835 bis 1844 als Direktor des theologischen Studienstifts Collegium Wilhelmitanum. 1836 wurde er in Straßburg promoviert. 1839 habilitiert, hielt er zudem seit 1840 als außerordentlicher Professor Vorlesungen am Protestantischen Seminar. 1847 übernahm er ein Pfarramt an der Thomaskirche (Straßburg). Als er 1860 zum ordentlichen Professor für alte Sprachen und Literatur am Protestantischen Seminar berufen wurde, gab er die Seelsorge, aber nicht das Predigtamt auf. 1864 wechselte er auf die Professur für Homiletik. 1872 wurde er schließlich 1872 Professor für Praktische Theologie an der neuen Kaiser-Wilhelms-Universität. Noch bevor er auf den Lehrstuhl für Kirchengeschichte wechseln konnte, erlitt er 1873 einen Schlaganfall, der ihn dauerhaft lähmte.
Baum forschte vor allem zur Straßburger Reformationsgeschichte und zur Geschichte des reformierten Protestantismus. Mit seinen Straßburger Kollegen Eduard Reuss und August Eduard Cunitz gehörte zu den Herausgebern der im Corpus Reformatorum erschienenen ersten Gesamtausgabe der Werke Calvins (Joannis Calvini opera quae supersunt omnia, 1863–1900). Er war ein Freund von Georg Büchner. 1864 zeichnete die Universität Zürich ihn mit der Ehrendoktorwürde aus.

## Werke
- Origines evangelii in Gallia restaurati. Silbermann 1838.
- Franz Lambert von Avignon. Straßburg 1840.
- Theodor Beza. Leipzig 1843–51, 2 Bde.
- Capito und Butzer. Elberfeld 1860.
- Jakob Sturm von Sturmeck, Strassburgs grosser Stettmeister und Scholarch. Standrede gehalten bei der Enthüllung seines Denkmals am 14. Juni 1870. I.H.Ed. Heitz, A.W. Schade, 1870 (Volltext in der Google-Buchsuche).